# Limán (Donetsk)
Limán (en ucraniano: Лиман, romanizado: Lymán; en ruso: Лиман) es una ciudad ucraniana perteneciente al óblast de Donetsk. Situada en el este del país, cerca del curso del río Donets, servía como centro administrativo del raión de Limán hasta 2020, aunque ahora es parte del raión de Kramatorsk y centro del municipio de Limán. Entre 1925 y 2016, la ciudad fue conocida como Krasni Limán (en ucraniano: Красний Лиман).
Durante la invasión rusa de Ucrania de 2022 la ciudad se encontró ocupada por Rusia desde el 27 de mayo de 2022; a finales de septiembre de 2022 las Fuerzas Armadas de Ucrania peleaban por recuperar la ciudad y lo consiguieron el 1 de octubre. Actualmente está totalmente bajo el control de Ucrania.

## Geografía
La ciudad está ubicada en la región del Dombás, a 7 km al norte del río Donets, 25 km al noreste de Sláviansk y 135 km al norte de Donetsk.

## Historia
Limán fue fundada oficialmente en 1667 como un regimiento cosaco, que fue parte del uyezd de Izium de la Gobernación de Járkov. En el curso de la reforma administrativa llevada a cabo en 1708 por Pedro el Grande, Limán fue explícitamente mencionada como una de las poblaciones de la gobernación de Azov. En 1825, se transformó en un asentamiento militar y a partir de 1857 a sus habitantes se les otorgó la categoría de los campesinos del estado. En 1864, Limán tenía 2622 habitantes, en 1885 la población llegaba a 3503 personas y en 1897 a 4653.
A partir de 1911, una línea de ferrocarril sirvió al poblado, donde se construyó un estacionamiento de locomotoras y la estación Shuhtánovo (llamada así en honor del ingeniero Shuhtánov). A partir de 1912, las actividades de los propagandistas bolcheviques se extendieron por el pueblo. En 1923, a petición de los excombatientes del Ejército Rojo en la República Soviética de Ucrania, fue renombrada como Krasni Limán que significa 'Limán Roja'. Durante la reforma administrativa de 1938, la estación y el asentamiento se fusionaron, dando origen a la ciudad de Krasni Limán.
Durante la Segunda Guerra Mundial, el 7 de julio de 1942, la Wehrmacht capturó Krasni Limán. Durante la ocupación alemana, aquí operaron unidades partisanas involucradas en actividades subversivas, y el 31 de enero de 1943 la ciudad fue reconquistada por la Unión Soviética.
Durante la década de 1950, se desarrollaron muchas fábricas de materiales de construcción, alimentos y antibióticos y fue electrificada la red ferroviaria. Desde 1975, hay en la ciudad plantas de asfalto y de producción de forrajes. Actualmente, la región es predominantemente agrícola y la ciudad agroindustrial.

### Guerra ruso-ucraniana
Primera fase de la guerra
En junio de 2014, la ciudad fue escenario de combates tras la autoproclamación de la República Popular de Donetsk. El 5 de junio, las tropas ucranianas controlaron totalmente la ciudad. Tras la ley de descomunización de 2015, la ciudad volvió a su nombre original Limán, eliminando el prefijo Krasni. El cambio fue aprobado por la Rada Suprema (el parlamento ucraniano) el 4 de febrero de 2016.
Invasión rusa de Ucrania de 2022
A partir del 30 de abril de 2022, el control de Limán fue disputado cuando las tropas rusas intentaron avanzar hacia el oeste durante la invasión rusa de Ucrania de 2022 debido a su importancia como nudo ferroviario. El 27 de mayo de 2022, la ciudad quedó totalmente bajo control ruso, fue renombrada como Krasni Limán y quedó bajo control de la RPD. El 10 de septiembre, las tropas ucranianas avanzaron hacia Limán como parte de la contraofensiva ucraniana de Járkov y se enfrentaron allí a las tropas rusas. Finalmente, el 1 de octubre, Limán fue tomada por las Fuerzas Armadas de Ucrania.

## Demografía
La población de la ciudad era de 28 172 habitantes y con los territorios dependientes del concejo llegaba a 29 610 habitantes en 2001. De acuerdo con el concejo de la ciudad, el 1 de mayo de 2013, la población era de 23 413 personas. La evolución de la población entre 1864 y 2019 fue la siguiente:
| 2622                                                          | 3503 | 4653 | 25 201 | 25 201 | 28 911 | 30 383 | 31 755 | 31 192 | 28 172 | 26 040 | 22 315 | 21 007 |
| (Fuente: Cities & Towns of Ukraine y UKRAINE: Größere Städte) |      |      |        |        |        |        |        |        |        |        |        |        |

Según el censo de 2001, la mayoría de la población son ucranianos (84,35 %) pero la ciudad cuenta también una minoría de rusos (13,77 %). En cuanto a las lenguas, el idioma ucraniano es mayoritario (69,8 %) frente al ruso (29,67 %).

## Economía
La mayoría de la población activa está empleada en el ferrocarril y en el complejo agroindustrial. En cuanto a la industria agropecuaria, en total hay 74 granjas en el distrito, predominando el cultivo de girasol y la manufactura del aceite de girasol.

## Infraestructura

### Arquitectura, monumentos y lugares de interés
Limán tiene un pequeño museo local. El parque Leonid Kizim es un parque dedicado al astronauta local Leonid Kizim. Otro nombre para la ciudad es Suiza de Donetsk debido a los bosques de pinos y los lagos azules en el área. De hecho, el Parque Nacional de las Montañas Sagradas se encuentra en las cercanías de Limán

### Transporte
La ciudad es un cruce ferroviario con una estación de tren que incluye la línea ferroviaria de Járkov-Górlovka y, por lo tanto, también se llama Puerta Norte de Dombás.

## Galería

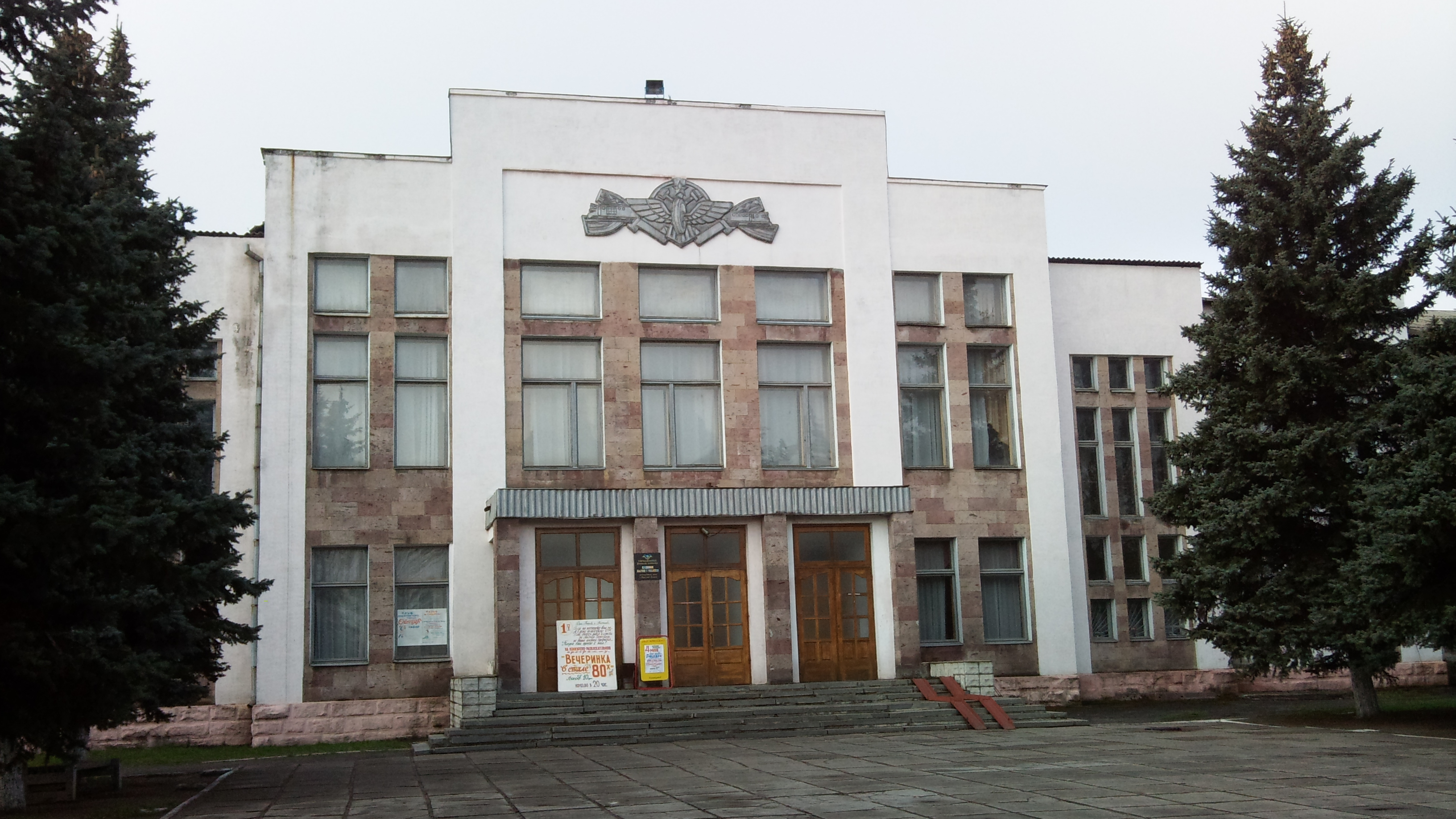
Casa de la cultura de Limán
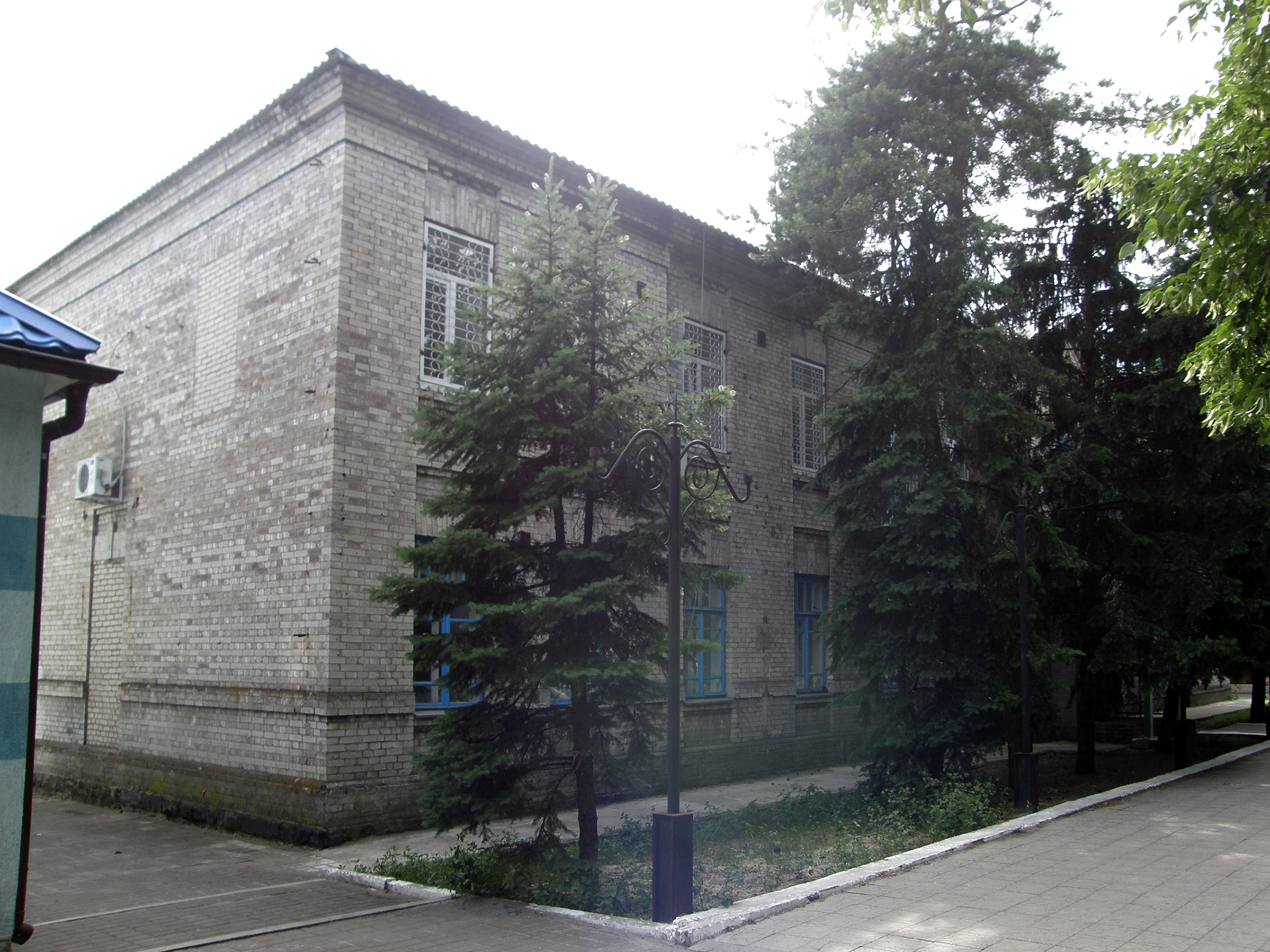
Edificio que albergó al primer comité revolucionario (revkom)
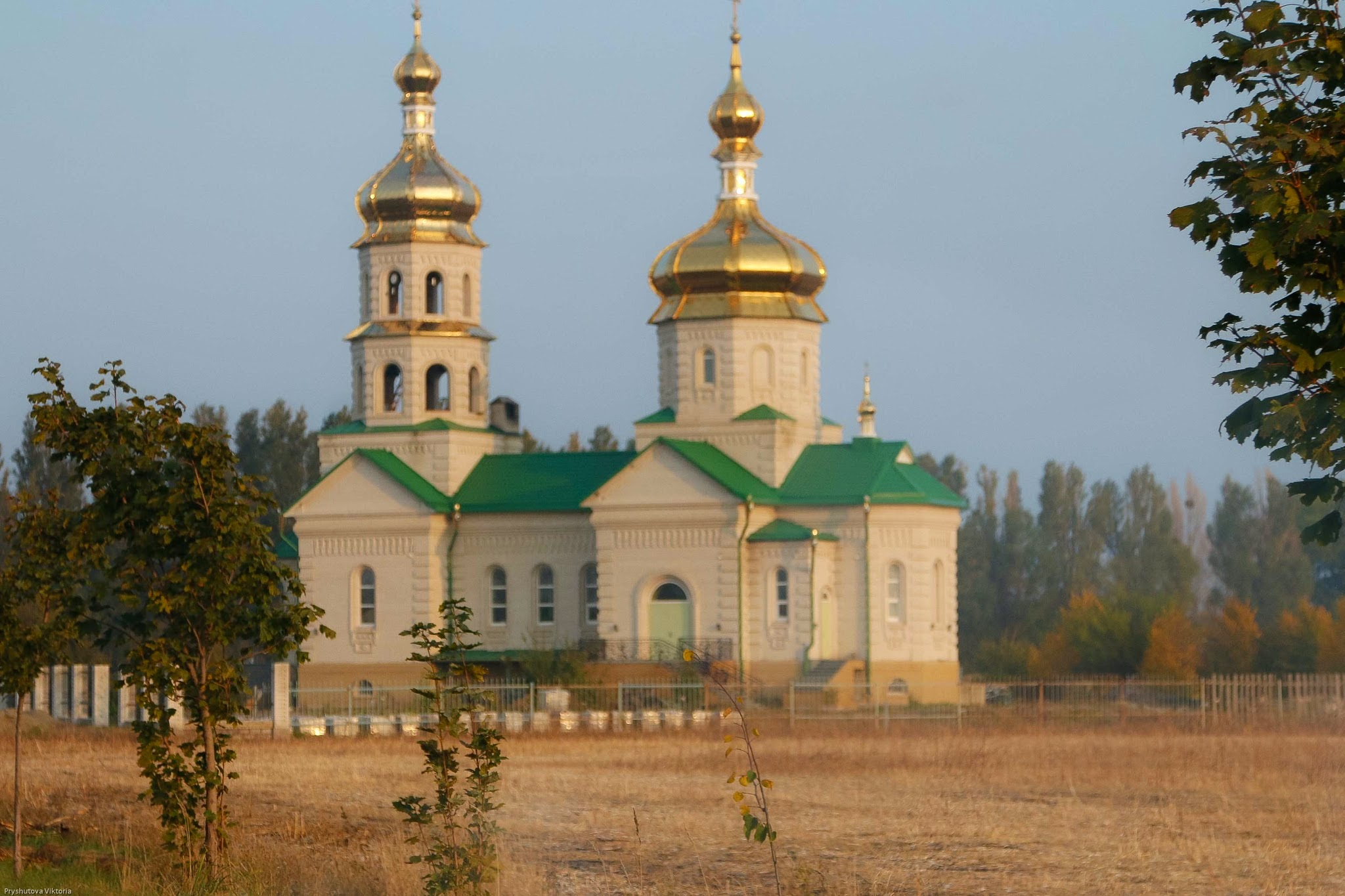
Iglesia de Lavrenti de Cherníhiv y Ksenia de Petersburgo
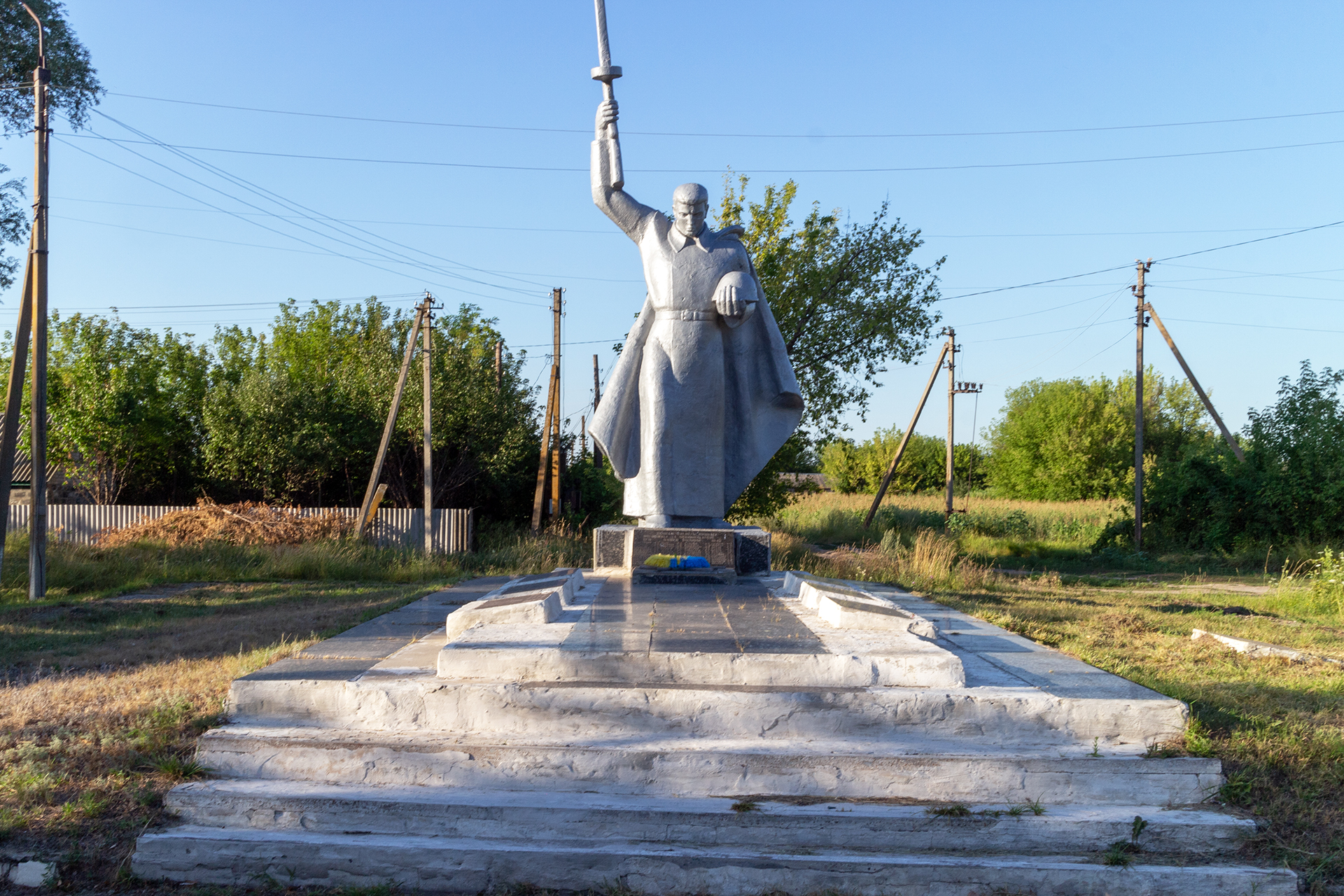
Monumento a los caídos en la Gran Guerra Patria
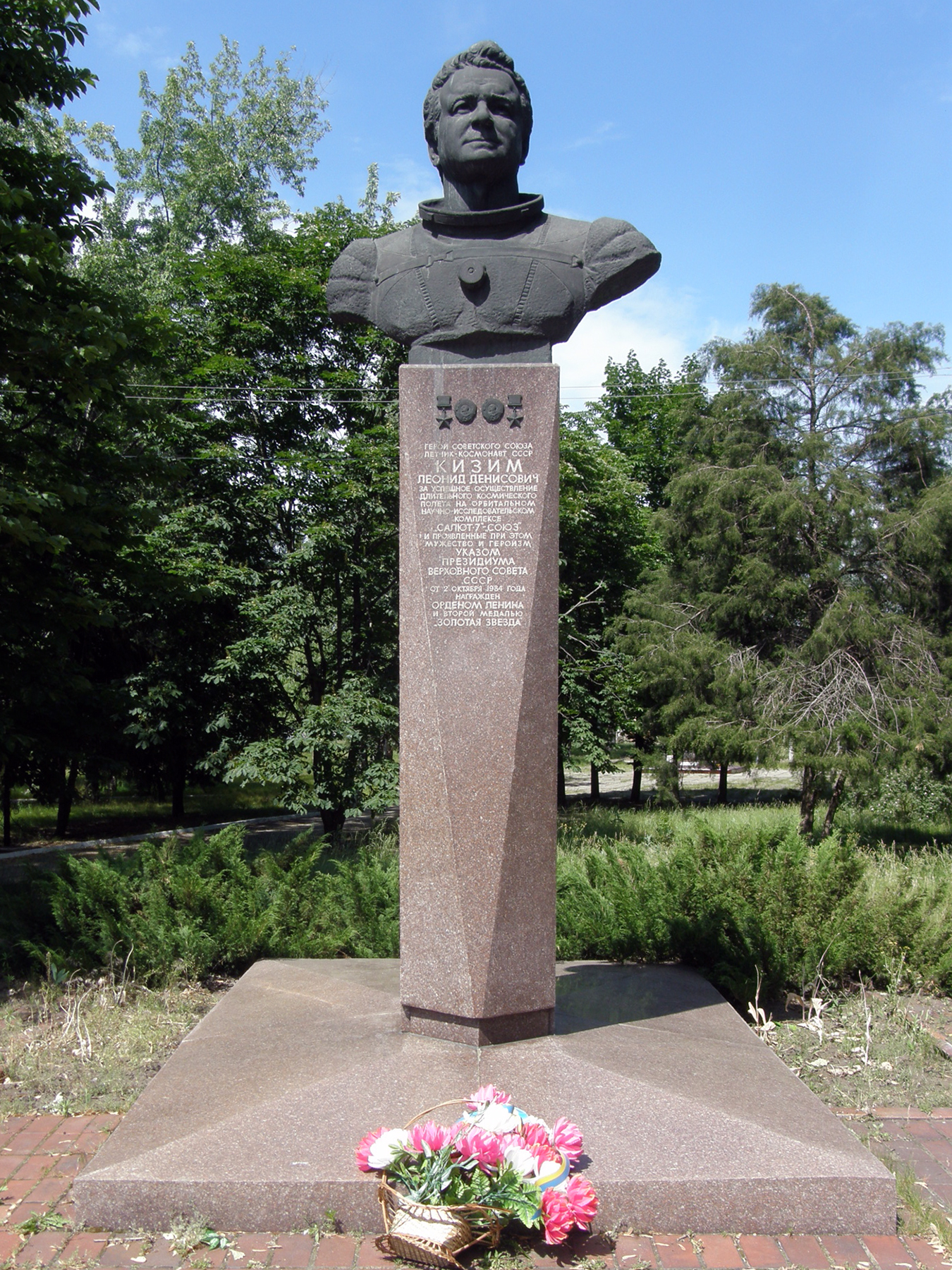
Monumento a Leonid Kizim